# トニー・トンプソン
トニー・トンプソン（Tony Thompson、1971年10月8日 - ）は、アメリカ合衆国のプロボクサー。ワシントンD.C.出身。

## 来歴

### アマチュア時代
トンプソンは27歳でボクシングを始める。
アマチュア時代の戦績は13勝3敗。

### プロ時代
2008年7月12日、ハンブルクのカラー・ライン・アリーナでWBOの指名挑戦者としてIBF・WBO・IBO世界ヘビー級王者ウラジミール・クリチコと対戦し、11回にクリチコの右ストレートを浴びてダウン。そのままカウントアウトで試合終了。8年振りの敗北が自身初のKO負けとなる11回1分38秒KO負けで王座獲得に失敗した。
2012年7月7日、スイスのベルンのスタッド・ドゥ・スイス・バンクドルフでWBAスーパー・IBF・WBO・IBO世界ヘビー級王者ウラジミール・クリチコと4年越しの再戦。今回はIBFでの指名挑戦者として登場。試合は手数の多さで距離を取って優位に進めるトンプソンだったが次第にクリチコに追い上げられて5回終盤に右ストレートでダウンを奪われた。6回終了間際にまたも右ストレートでダウンを奪われたトンプソンは戦意喪失となりレフェリーがストップ。6回2分56秒TKO負けで4年前のリベンジに失敗した。
2013年2月23日、イギリスのリバプールのエコー・アリーナで15戦全勝のデビット・プライスと対戦、不利な下馬評の中番狂わせを起こし2回2分17秒TKO勝ち。
2013年7月6日、デビット・プライスと5か月振りにダイレクトリマッチ。前回のようにはうまくいかないという声が多かったが2回にはダウンを奪われるも5回にダウンを奪い返してレフェリーがストップ。5回1分55秒TKO勝ちでプライスを返り討ちにした。試合後にイギリスのドーピング検査機関UKADが行ったドーピング検査でトンプソンから禁止薬物に指定されている利尿薬のヒドロクロロチアジドが検出され18ヶ月の試合出場処分が下される。しかしこの処分はイギリス国内のみで有効なため出場停止期間中にもかかわらずトンプソンはイギリス以外の国で試合を行った。
2013年8月24日、ドイツのシュヴェリーンで17戦全勝のIBFインターコンチネンタルヘビー級王者クブラト・プレフと対戦し12回0-3の判定負けで王座及びIBF世界ヘビー級王座挑戦権の獲得に失敗した。
2014年10月18日、ドイツのデュッセルドルフでオドラニエル・ソリスとWBCアメリカヘビー級王座決定戦で再戦予定だったが、ソリスがトレーニング中に足首を捻挫し11月22日に延期された。しかしソリスの足首が回復せずに、これも再延期されることになった。
2015年1月24日、ドイツのデュッセルドルフで再延期された試合となるオドラニエル・ソリスと対戦予定だったが、ソリスの足首が回復せずに3度目の延期となった。
2016年3月5日、ワシントンD.C.のDCアーモリーでルイス・オルティスと対戦し王座獲得を目指す予定だったが、ここ最近負けが多くノーランカーだった為ヘビー級契約12回戦に変更になり、試合は初回と3回と6回にダウンを奪われ6回2分29秒KO負けを喫した。

## 獲得タイトル
- 全米メリーランド州ヘビー級王座
- WBCアメリカ大陸ヘビー級王座
- WBOインターコンチネンタルヘビー級王座
- WBCインターナショナルヘビー級王座